# Liste des voies de Saint-Étienne
Cet article recense les voies de Saint-Étienne, en France.

## Liste

### A
- Place de l'Abbaye
- Rue de l'Abbaye
- Rue de l'Abbé-Breuil
- Rue de l'Abbé-Dorna
- Montée de l'Abbé-de-l'Épée
- Passage de l'Abbé-Étienne-Chauve
- Rue de l'Abbé-Étienne-Chauve
- Square de l'Abbé-Pierre
- Impasse Abel-Hovelacque
- Rue Abel-Hovelacque
- Chemin des Acacias
- Rue Achille-Haubtmann
- Rue des Aciéries
- Rue des Adieux
- Rue Adolphe-Sax
- Rue Adrien-Duvand
- Rue Adrien-Sèches
- Rue Agricol-Perdiguier
- Espace Ahmed-Benchikh
- Espace Aimé-Césaire
- Rue Aimé-Malecot
- Rue Alain-Fournier
- Square Alain-Grossmann
- Boulevard Albert-1er
- Espace Albert-Batteux
- Rue Albert-Camus
- Rue Albert-Poylo
- Place Albert-Thomas
- Allée Alexandre-Dumas
- Boulevard Alexandre-de-Fraissinette
- Square Alexandre-Jacob
- Rue Alexandre-Pourcel
- Place Alexandre-Vittone
- Rue Alfred-Colombet
- Boulevard Alfred-de-Musset
- Rue Alfred-Sisley
- Rue des Alisiers
- Rue Alléon-Dulac
- Rue des Alliés
- Rue de l'Alma
- Rue Alphonse-Merrheim
- Rue Alphonse-Raynal
- Rue Alsace-Lorraine
- Allée des Amarels
- Allée de l'Ambre
- Rue Ambroise-Paré
- Allée Amilcare-Cipriani
- Rue Amouroux
- Rue Ampère
- Rue Amundsen
- Place Anatole-France
- Rue Anatole-France
- Route d'Ancer
- Rue des Anciens-Combattants-d'Algérie
- Rue Andersen
- Rue André-Chénier
- Rue André-Delorme
- Rue André-Malraux
- Rue André-Messager
- Rue André-Philippe
- Rue André-Ruel
- Place André-Wogensczki
- Rond-point Andreï-Khivilev
- Rue de l'Angelus
- Allée Antigone
- Rue Antoine-Claudinon
- Rue Antoine-Cuissard
- Rue Antoine-Durafour
- Chemin Antoine-Durieu
- Cours Antoine-Guichard
- Rue Antoine-Poyet
- Rue Antoine-Primat
- Rue Antoine-Roche
- Rue Antoine-Roule
- Montée Antoine-Salis
- Passage Antoine-Sylvère
- Rue Antoine-Vial
- Square Antoine-Viallard
- Place Antonin-Moine
- Boulevard Antonio-Vivaldi
- Rue de l'Apprentissage
- Chemin de l'Aqueduc
- Rue Arago
- Allée Archam-Sivaciyan
- Montée des Archers
- Rue d'Arcole
- Place Aristide-Briand
- Rue Aristide-Briand-et-de-la-Paix
- Square d'Arménie
- Rue des Armuriers
- Rue des Arpèges
- Rue Arsac
- Impasse d'Arsonval
- Rue de l'Artisanat-et-du-Concept
- Rue Arthur-Blanc
- Rue Arthur-Lamendin
- Rue Arthur-Ranc
- Allée Arthur-Rimbaud
- Allée des Artilleurs
- Rue des Arts
- Rue de l'Attache-aux-Bœufs
- Allée de l'Aubépine
- Rue Aubert
- Montée Auguste-Bernard
- Rue Auguste-Colonna
- Rue Auguste-Guitton
- Rue Auguste-Isaac
- Rue Auguste-Keufer
- Rue Auguste-Poncetton
- Rue Auguste-Râteau
- Square Auguste-Renoir
- Avenue Augustin-Dupré
- Boulevard Augustin-Thierry
- Allée des Aulnes
- Chemin d'Aurelle
- Rue d'Aurelle
- Allée de l'Automne

### B
- Chemin du Babet
- Rue Babeuf
- Rue de Badet
- Rue Badiou
- Rue de la Badouillère
- Rue Balaÿ
- Rue Baptiste-Marcet
- Allée des Barabans
- Rue de la Baraillère
- Chemin de la Barbanche
- Chemin du Bardot
- Rue Barra
- Allée du Barrage
- Route de Barrasson
- Rue de la Barre
- Rue Barrouin
- Rue Barthélémy-Ramier
- Rue du Bas-Vernay
- Impasse Basly
- Rue Basly
- Impasse Basse-Jomayère
- Rue Basse-des-Rives
- Rue de Basse-Ville
- Rue Basseville
- Impasse Basson
- Rue Basson
- Rue Baudin
- Rue Beaubrun
- Rue Beaumarchais
- Rue de la Beaume
- Rue Beaunier
- Rue Beethoven
- Route de Bel-Air
- Rue Bel-Air
- Allée Bela-Bartok
- Impasse des Belles-Roches
- Place Bellevue
- Allée du Belvédère
- Rue du Belvédère
- Rue Bénédicte-Blachon
- Esplanade Benevent
- Rue Benoît
- Avenue Benoit-Charvet
- Impasse Benoit-Charvet
- Rue Benoît-Frachon
- Impasse Benoît-Laurent
- Rue Benoît-Malon
- Square Benoît-Suzat
- Rue Béranger
- Rue de Bérard
- Rue Béraud
- Chemin de la Béraudière
- Allée des Bergeronnettes
- Rue Bergson
- Impasse du Berland
- Place du Berland
- Parking des Berlines
- Passage Bernanos
- Rue Bernard-Palissy
- Impasse du Bernay
- Chemin de la Bernerie
- Rue Berthe-Morisot
- Rue Berthelot
- Rue Berthon
- Rue Bertrand-Russel
- Place du Bicentenaire
- Allée du Bief
- Chemin de Biorange
- Rue Blaise-Pascal
- Rue Blanqui
- Allée des Bleuets
- Place Bobby-Sands
- Impasse Boileau
- Rue Boileau
- Rue du Bois
- Rue du Bois-d'Avaize
- Chemin du Bois-du-Four
- Chemin du Bois-Noir
- Place Boivin
- Chemin du Bol-d'Air
- Rue Bonaparte
- Rue Bonnassieux
- Rue Borie
- Allée des Bosquets
- Rue Bossuet
- Rue Boucher-de-Perthes
- Rue Bouillet
- Route de Boulain
- Impasse Bourgneuf
- Rue Bourgneuf
- Allée du Bouveau
- Rue Bouveri
- Rue des Bouvreuils
- Allée du Brabant
- Rue Branly
- Rue du Bréat
- Rue Brossard
- Rue du Brûlé
- Rue des Brunandières
- Rue des Bruyères
- Rue Buffon
- Rue Buisson
- Rue Burdeau

### C
- Montée du Caillou-Blanc
- Rue Calixte-Plotton
- Allée des Camélias
- Rue Camélinat
- Rue Camille-Colard
- Rue Camille-Desmoulins
- Rue Camille-Pelletan
- Rue Camille-Pissarro
- Rue Camille-de-Rochetaillée
- Boulevard Camille-Saint-Saëns
- Allée des Camions-Rouges
- Rue Capitaine-Alfred-Dreyfus
- Rue de Carcaret
- Rue Caron
- Place des Carrières
- Allée de la Cartoucherie
- Rue Carves
- Rue Caussidière
- Rue Cécile-Sauvage
- Impasse des Cèdres
- Rue des Cèdres
- Place Célestin-Monnier
- Chemin de la Cerèyne
- Allée des Cerisiers
- Impasse des Cerisiers
- Rue César-Bertholon
- Rue du Chalet
- Chemin des Chaleyères
- Chemin du Champ-Blanc
- Rue de Champagne
- Montée Champollion
- Impasse du Champrond
- Rue du Champrond
- Chemin des Champs
- Rue de la Chance
- Rue Chanoine-Ploton
- Boulevard de Chantalouette
- Rue Chante-Merle
- Allée Chantegrillet
- Rue Chantegrillet
- Rue Chantelauze
- Chemin de la Chapelle
- Place Chapelon
- Allée des Chardonnerets
- Allée des Chardons
- Rue de la Charité
- Rue Charles-Cholat
- Rue Charles-Darwin
- Rue Charles-Dupuy
- Rue Charles-Floquet
- Passage Charles-de-Freycinet
- Rue Charles-de-Freycinet
- Rue Charles-de-Gaulle
- Square Charles-Exbrayat
- Rue Charles-Gounod
- Rue Charles-Longuet
- Square Charles-Péguy
- Rue Charles-Perrault
- Rue Charles-Rebour
- Rue des Charmes
- Allée des Charmilles
- Chemin des Charmoz
- Chemin du Chat
- Rue de la Châtaignière
- Impasse des Châtaigniers
- Place du Château
- Rue du Château
- Chemin de la Chaumière
- Chemin des Chaux
- Rue de Chavanelet
- Place Chavanelle
- Impasse Chavanne
- Rue de Chavassieux
- Impasse du Chemin-de-Fer
- Allée des Chênes-Verts
- Route de Chénieux
- Rue Cherpin
- Rue du Chevalier
- Impasse des Chevreuils
- Rue Chevreul
- Allée de Chez-Piache
- Chemin de Chichivieux
- Impasse de Chichivieux
- Allée des Chomettes
- Rue Chomier
- Espace Christian-Bail
- Rue Christophe-Thivrier
- Rue du Cimetière
- Impasse des Cinq-Chemins
- Route de la Civoitière
- Rue Cizeron
- Allée des Clapeuses
- Passage de la Clarté
- Chemin Claude-Berthier
- Impasse Claude-Berthier
- Rue Claude-Delaroa
- Rue Claude-Deverchère
- Allée Claude-Grivolla
- Rue Claude-Jury
- Rue Claude-Lachaud
- Rue Claude-Le-Marguet
- Rue Claude-Lebois
- Allée Claude-Martin
- Passage Claude-Monet
- Rue Claude-Odde
- Boulevard Claude-Verney-Carron
- Rue Claudius-Buard
- Rue Claudius-Clément
- Espace Claudius-Mounier
- Rue Claudius-Racodon
- Rue Claudius-Ravachol
- Square Claudius-Violle
- Place des Clématites
- Rue Clément-Ader
- Rue Clément-Forissier
- Rue Clément-Janequin
- Impasse du Clos-Manon
- Rue des Cloutiers
- Rue Clovis-Hugues
- Impasse du Coin
- Rue du Coin
- Rue Colette
- Chemin des Colibris
- Rue de la Colline
- Place du Colonel-Arnaud-Beltrame
- Rue du Colonel-Fabien
- Boulevard du Colonel-Marey
- Allée de Condamine
- Route de Condamine
- Impasse des Condamines
- Rue de la Condition
- Allée du Condor
- Rue Condorcet
- Rue Conte-Grandchamp
- Rue de la Convention
- Rue des Coopérateurs
- Rue de Copernic
- Rue des Coquelicots
- Rue Coraly-Royet
- Allée de la Corniche
- Rue de la Corre
- Chemin de la Cotancière
- Impasse Cote-Thiollière
- Rue du Coteau
- Impasse des Coteaux
- Allée du Couchant
- Allée du Coucou
- Rue Couffinhal
- Rue Courteline
- Allée de Coventry
- Passage Crébillon
- Allée des Créneaux
- Chemin du Crêt-de-Bourri
- Rue du Crêt-de-Côte-Chaude
- Chemin du Crêt-de-la-Faye
- Chemin rural Crêt-de-la-Chèvre
- Chemin du Crêt-du-Loup
- Allée du Crêt-de-Montaud
- Allée du Crêt-de-l'Œillon
- Chemin Le Crêt-Pinson
- Impasse du Crêt-de-Roc
- Montée du Crêt-de-Roc
- Chemin Le Crêt-Tharreau
- Chemin du Crêt-de-la-Vigne
- Chemin des Crêts
- Route des Crêts-du-Mont
- Rue des Creuses
- Allée du Crézieu
- Rue de Croix-Courette
- Route de la Croix-de-Marlet
- Rue de la Croix-de-Mission
- Rue de la Croix-de-l'Orme
- Ancien chemin de la Croix-de-l'Orme-à-la-Béraudière
- Chemin de la Croix-du-Perthuis
- Rue Croque-Cerises
- Rue du Cros
- Rue du Cros-Prolongée
- Impasse Crozet
- Rue Crozet-Boussingault
- Rue Crozet-Fourneyron
- Rue Cugnot
- Rue Cunit
- Impasse Cussinel
- Rue Cussinel
- Rue Cuvier
- Allée des Cycles
- Impasse des Cyprès

### D
- Boulevard Daguerre
- Rue Danton
- Rue Dard-Janin
- Allée Daniel-Greyloson-Duluth
- Allée Darius-Milhaud
- Rue de la Découverte
- Rue Delavelle
- Avenue Denfert-Rochereau
- Rue Denis-Épitalon
- Rue Denis-Escoffier
- Rue Denis-Papin
- Rue Denise-Bastide
- Allée Denise-Bonhomme
- Square des Déportés
- Rue Dervieux
- Rue Desaugier
- Rue Descartes
- Rue Descours
- Rue Desflaches
- Rue Désiré-Claude
- Impasse Desjoyaux
- Rue Desjoyaux
- Rue des Deux-Amis
- Rue des Deux-Théâtres
- Rue Diderot
- Passage du 10-Août
- Rue du Docteur-Albert-Schweitzer
- Rue du Docteur-Alexis-Carrel
- Passage Docteur-Beutter
- Impasse du Docteur-Calmette
- Rue du Docteur-Calmette
- Rue Docteur-Eugène-Fontanilles
- Rue du Docteur-Fernand-Merlin
- Square Docteur-Georges-Dujol
- Rue du Docteur-Jean-Couette
- Allée du Docteur-Jean-Marc-Charmion
- Rue du Docteur-Laennec
- Rue du Docteur-Louis-Destre
- Rue Docteur-Maurice-Thiollier
- Impasse Docteur-Mosse
- Rue Docteur-Paul-Michelon
- Rue Docteur-Poty
- Rue Docteur-Rémy-Annino
- Place Docteur-Riou
- Rue Docteur-Roux
- Rue Docteur-Zamenhof
- Rue des Docteurs-Charcot
- Rue des Docteurs-Henri-et-Bernard-Muller
- Allée Dombasle
- Rue Dombasle
- Allée Dominique-Leprince-Ringuet
- Allée du Donjon
- Place Dorian
- Route du Dorier
- Rue Dormand
- Rue Dormoy
- Rue des Dragons
- Allée des Droits-de-l'Enfant
- Jardin des Droits-de-l'Homme
- Allée Drouot
- Rue Ducaruge
- Rue Duché
- Rue Dufour
- Rue Duke-Ellington
- Rue Dumarest
- Rue de Dunkerque
- Rue Duplessis-Deville
- Rue Dupuytren
- Rue Dutreuil-de-Rhins

### E
- Chemin des Échauds
- Allée de l'Échauguette
- Allée des Échelles
- Route des Écheneaux
- Impasse de l'École
- Chemin des Écoliers
- Impasse des Écureuils
- Rue Edgar-Degas
- Rue Edgar-Quinet
- Rue Édith-Piaf
- Rue Edmond-Charpentier
- Place Edmond-Maurat
- Allée Edouard-Escalle
- Rue Edouard-Herriot
- Allée Édouard-Lalo
- Rue Édouard-Martel
- Rue Edouard-Petit
- Rue Édouard-Vaillant
- Rue de l'Égalerie
- Impasse des Églantiers
- Allée de l'Électronique
- Rue Élise-Gervais
- Rue Élisée-Reclus
- Allée des Émeraudes
- Rue Émile
- Rue Émile-Clermont
- Rue Émile-Combes
- Rue Émile-Deschanel
- Square Émile-Granger
- Rue Émile-Jaboulay
- Rue Émile-Littré
- Square Émile-Mercier
- Rue Émile-Noirot
- Rue Émile-Reymond
- Passage Émile-Romanet
- Montée Émile-Tournayre
- Rue Émile-Zola
- Rue Emmanuel-Brun
- Allée Emmanuel-Chabrier
- Rue Enseigne-Roux
- Passage de l'Entente
- Rue de l'Éparre
- Rue de l'Épreuve
- Impasse Ernest-Bonnave
- Rue Ernest-Renan
- Rue de l'Espérance
- Chemin d'Essumain
- Allée des Etancons
- Boulevard des États-Unis
- Allée de l'Été
- Rue de l'Éternité
- Rue Étienne-Boisson
- Rue Étienne-Dolet
- Place Étienne-Fayolle
- Rue Étienne-Mimard
- Rue Étienne-Nicolas-Moyse
- Boulevard de l'Étivallière
- Allée des Étourneaux
- Rue Eugène-Aimé-Rebaud
- Rue Eugène-Beaune
- Impasse Eugène-Claudius-Petit
- Square Eugène-Delacroix
- Rue Eugène-Joly
- Rue Eugène-Pottier
- Allée Eugène-Varlin
- Rue Eugène-Weiss
- Passage de l'Europe

### F
- Allée du Fairway
- Rue du Faubourg
- Chemin Faubourg-de-la-Croix
- Rue Faure-Belon
- Boulevard Fauriat
- Impasse Fauriat
- Cours Fauriel
- Impasse des Fauvettes
- Route de Faveranges
- Rue Félix-Pyat
- Jardin Félix-Thiollier
- Allée Fénelon
- Rue Fénelon
- Impasse Ferdinand
- Rue Ferdinand
- Place Ferdinand-Buisson
- Rue Ferdinand-Clavel
- Rue Ferdinand-Gambon
- Rue Ferdinand-Prolongée
- Allée de la Ferme
- Passage Fernand-Lévy
- Rue Fernand-Pelloutier
- Rue des Ferrandiniers
- Rue de Ferrare
- Rue Ferrer
- Allée des Filicales
- Impasse Fleming
- Rue Fleming
- Chemin des Fleurs
- Allée Fleury-Baret
- Impasse Fleury-Richarme
- Rue Fleury-Richarme
- Rue Fleury-Richarme-Prolongée
- Rue Flobert
- Rue des Floralies
- Rue Florent-Évrard
- Rue Flottard
- Chemin du Fond-Griottier
- Rue de la Fontaine-du-Coin
- Rue de Fontfrède
- Impasse Fontgerouse
- Chemin de Fontmora
- Rue des Forges
- Rue de la Formation
- Place du Forum
- Rue des Fossés
- Allée des Fougères
- Rue Fougerolle
- Place Fourneyron
- Chemin Fournier-Lefort
- Rue Foyatier
- Esplanade de France
- Rue de la Franche-Amitié
- Rue Francis-Baulier
- Rue Francis-Garnier
- Rue Francis-de-Pressensé
- Rue Francisque-Voytier
- Allée François-Adrien-Boieldieu
- Rue François-Albert
- Rue François-Beaufils
- Promenade François-Blanc
- Rue François-Couperin
- Allée François-Fleury
- Rue François-Gillet
- Square François-Margand
- Allée François-Mathieu
- Rue François-Ménard
- Parc François-Mitterand
- Espace François-Royer
- Square François-Tomas
- Allée François-Truffaut
- Impasse François-Villon
- Square Françoise-Héritier
- Rue des Francs-Maçons
- Rue Franklin
- Square Franklin-Roosevelt
- Rue Franz-Liszt
- Rue Franz-Schubert
- Rue Frédéric-Bait
- Rue Frédéric-Chopin
- Rue Frédéric-Marty
- Boulevard Fredo-Krumnow
- Impasse des Frênes
- Rue du Frère-Maras
- Rue des Frères-Chappe
- Allée des Frères-Gauthier
- Rue des Frères-Grail
- Rue Furania

### G
- Rue Gabriel-Calamand
- Chemin Gabriel-Chenet
- Passage Gabriel-Fauré
- Rue Gabriel-Péri
- Rue Gabriel-Tyr
- Allée du Gachet
- Rue Gagarine
- Allée du Galibot
- Rue Galle
- Rue de Gallois
- Rue Gambetta
- Allée de la Gamotière
- Allée de la Gargouille
- Impasse Garibaldi
- Place Garibaldi
- Allée des Garrets
- Rue Gaspard-Monge
- Rue Gaston-Rumeau
- Rue Gauthier-Dumont
- Rue Gayet
- Passage du Gazomètre
- Impasse des Geais
- Impasse du Général-Booth
- Place Général-de-Lafayette
- Rue du Général-Delestraint
- Rue Général-Étienne-Rivet
- Rue du Général-Foy
- Rue du Général-Leclerc
- Allée Général-de-la-Porte-du-Theil
- Allée du Général-Rullière
- Rue des Genêts
- Allée des Genévriers
- Rue Georges-Bidault
- Rue Georges-Bizet
- Rue Georges-Brassens
- Impasse Georges-Clemenceau
- Rue Georges-Clemenceau
- Rue Georges-Dupré
- Rue Georges-Moullade
- Boulevard Georges-Pompidou
- Rue Georges-Teissier
- Allée des Géraniums
- Rue Gérard-et-Germaine-de-Chamberet
- Rue Gérard-Philipe
- Impasse Gérard-Thivollet
- Rue Gérentet
- Rue Gershwin
- Rue du Ghetto-de-Varsovie
- Allée Giacomo-Puccini
- Chemin de la Giletière
- Rue de la Gillière
- Chemin de la Girarde
- Allée de la Girardière
- Place Girodet
- Allée Giuseppe-Verdi
- Chemin du Goéland
- Allée des Gorges
- Route du Gouffre-d'Enfer
- Chemin des Gouttes
- Rue de Grammont
- Rue Granby
- Chemin du Grand-Frar'
- Rue du Grand-Gonnet
- Rue du Grand-Moulin
- Chemin du Grand-Pré
- Impasse du Grand-Pré
- Rue des Grandes-Côtes
- Route de la Grange
- Chemin de Grange-Neuve
- Rue Grange-de-l'Œuvre
- Rue Grangeneuve
- Allée de Grangent
- Chemin des Granges
- Allée Granotier
- Allée du Green
- Place des Grenadiers
- Place Grenette
- Rue Grenette
- Allée des Grillons
- Rue de la Griottière
- Rue du Gris-de-Lin
- Rue Grobert
- Rue Grouchy
- Impasse Grua-Rouchouse
- Rue Grua-Rouchouse
- Avenue Gruner
- Chemin Guillaume-Apollinaire
- Allée Guillaume-Martouret
- Chemin du Guizay
- Rue du Guizay
- Rue Gustave-Courbet
- Rue Gustave-Delory
- Cours Gustave-Nadaud
- Rue Gustave-Rouannet
- Rue Gutenberg
- Rue Guy-Chastel
- Rue Guy-Colombet

### H
- Chemin des Habialets
- Allée des Hallebardiers
- Allée du Hameau
- Square de l'Harmonie
- Rue des Hauts-de-Terrenoire
- Rue des Haveurs
- Rue Hector-Berlioz
- Rue Hector-Chalumeau
- Rue Henri-Barbusse
- Allée Henri-Bergeret
- Impasse Henri-de-Bornier
- Rue Henri-de-Bornier
- Rue Henri-Brisson
- Square Henri-Cordier
- Rue Henri-Dechaud
- Place Henri-Desbarres
- Allée Henri-Dessert
- Rue Henri-Dunant
- Rue Henri-Fayol
- Rue Henri-Gonnard
- Rue Henri-Matisse
- Rue Henri-Simon-Faure
- Allée Henri-Vignon
- Allée Henry-Purcell
- Square Henry-Rey-Hermé
- Rue des Hercheurs
- Passage Hervier
- Allée des Hêtres
- Rue Heurtier
- Rue de l'Heurton
- Rue Hippolyte-Royet
- Cours Hippolyte-Sauzea
- Rue des Hirondelles
- Rue Honoré-de-Balzac
- Allée Honoré-Daumier
- Rue Honoré-d'Urfé
- Rue Horace-Vernet
- Place de l'Hôtel-de-Ville
- Boulevard du 8-Mai-1945

### I
- Allée Ignace-Tax
- Allée de l'Informatique
- Rue de l'Informatique
- Rue de l'Innovation
- Allée des Iris
- Rue de l'Isérable
- Allée de l'Iseron
- Rue de l'Iseron
- Boulevard des Italiens
- Allée de l'IUT
- Impasse Ivan-Gorini
- Route d'Izieux

### J
- Rue Jacob
- Place Jacquard
- Avenue Jacquemond
- Rue Jacques-Barbier
- Allée Jacques-Brel
- Rue Jacques-Constant-Milleret
- Rue Jacques-Desgeorges
- Place Jacques-Duclos
- Rue Jacques-Offenbach
- Rue Jacques-Olanier
- Place Jacques-Prévert
- Allée Jacques-Thoinet
- Rue Jan-Palach
- Boulevard de Janon
- Allée du Jardin-de-Montaud
- Allée des Jardiniers
- Allée des Jardins
- Allée des Jasmins
- Rue Javelin-Pagnon
- Rue Javelle
- Rue Jean-Allemane
- Rue Jean-d'Auvergne
- Rue Jean-Baptiste-Clément
- Passage Jean-Baptiste-Corot
- Rue Jean-Baptiste-David
- Passage Jean-Baptiste-Galley
- Square Jean-Baptiste-Lulli
- Rue Jean-Baptiste-Marsaut
- Rue Jean-Baptiste-Ogier
- Allée Jean-Berthouze
- Allée Jean-Chazelle
- Rue Jean-Claude-Gauthier-Bouché
- Rue Jean-Claude-Tissot
- Rue Jean-Claude-Verpilleux
- Rue Jean-Colly
- Place Jean-Durafour
- Rue Jean-Eugène-Robert-Houdin
- Place Jean-François-Gonon
- Rue Jean-François-Jarrige
- Rue Jean-François-Revollier
- Rue Jean-Giono
- Place Jean-Grivolat
- Allées Jean-Guitton
- Place Jean-et-Hippolyte-Vial
- Rue Jean-et-Hippolyte-Vial
- Rue Jean-Huss
- Rue Jean-Itard
- Rue Jean-Jacques-Rousseau
- Avenue Jean-Jaurès
- Place Jean-Jaurès
- Passage Jean-de-La-Fontaine
- Rue Jean-de-La-Fontaine
- Rue Jean-Louis-Jalabert
- Rue Jean-Macé
- Allée Jean-Mermoz
- Place Jean-Moulin
- Rue Jean-Moulin
- Impasse Jean-Neyret
- Rue Jean-Neyret
- Place Jean-Nocher
- Rue Jean-Parot
- Impasse Jean-Pierre-Perret
- Place Jean-Pierre-Perret
- Place Jean-Piger
- Place Jean-Ploton
- Place Jean-Plotton
- Rue Jean-Pralong
- Allée Jean-Racine
- Rue Jean-Rechatin
- Rue Jean-Rostand
- Rue Jean-Sébastien-Bach
- Rue Jean-Servanton
- Rue Jean-Snella
- Rue Jean-Tibi
- Rue Jean-Zay
- Rue Jeanne-d'Arc
- Rue Jeanne-Jugan
- Rue Jenner
- Rue du Jeu-de-l'Arc
- Rue Jo-Gouttebarge
- Place Joannès-Merlat
- Rue Joanny-Durand
- Allée Johann-Strauss
- Allée Johannes-Brahms
- Rue Johannot
- Rue Joly-Gilly
- Rue de la Jomayère
- Rue José-Frappa
- Boulevard Joseph-Bethenod
- Chemin Joseph-Chosson
- Rue Joseph-Grenetier
- Place Joseph-Kosma
- Rue Joseph-Pupier
- Rue Joséphin-Soulary
- Rue Jouffroy
- Cours Jovin-Bouchard
- Allée Jules-Bigot
- Place Jules-Ferry
- Rue Jules-Ferry
- Allée Jules-Garnier
- Place Jules-Guesde
- Boulevard Jules-Janin
- Rue Jules-Ledin
- Rue Jules-Ravat
- Rue Jules-Romains
- Rue Jules-Serret
- Rue Jules-Simon
- Rue Jules-Vallès
- Rue Jules-Verne
- Allée de Jussieu
- Rue de Jussieu
- Rue Just-Fromage
- Rue Justin-Camps

### K
- Boulevard Karl-Marx
- Rue Kléber

### L
- Rue de La Terrasse
- Rue du Lac
- Rue Ladevèze
- Rue de Laharpe
- Rue Lamartine
- Impasse Lamberton
- Allée de la Lande
- Square Lanza-del-Vasto
- Chemin de Larcan
- Chemin de Larcan-Prolonge
- Rue Larionov
- Rue Lassaigne
- Rue des Lauriers
- Rue du Lavoir
- Rue Lavoisier
- Chemin de Lavourière
- Chemin de Laya
- Impasse Le Chatelier
- Rue Le Chatelier
- Rue Le Corbusier
- Rue Le Verrier
- Rue Lenotre
- Allée Léo-Lagrange
- Rue Léon-Blum
- Avenue Léon-Jouhaux
- Rue Léon-Lamaizière
- Rue Léon-Leponce
- Rue Léon-Merlin
- Rue Léon-Nautin
- Rue Léon-Portier
- Rue Léonard-de-Vinci
- Rue Leroux
- Allée du Levant
- Avenue de la Libération
- Rue de la Liberté
- Boulevard Lieutenant-Maurice-Knoblauch
- Rue du Lieutenant-Morin
- Impasse des Lilas
- Rue des Lilas
- Rue Linossier
- Rue Liogier
- Allée des Lions
- Rue Lisfranc
- Allée de la Lisière
- Rue Lissagaray
- Rue de la Lithographie
- Rue de Lodi
- Rue de la Logistique
- Rue des Loriots
- Rue de Lougansk
- Rue Louis-Blanc
- Rue Louis-Braille
- Rue Louis-Chavanon
- Place Louis-Comte
- Allée Louis-Duchesne
- Place Louis-Fontvieille
- Rue Louis-Granger
- Rue Louis-Joseph-Gras
- Rue Louis-Jouvet
- Boulevard Louis-Lumière
- Rue Louis-Magnien
- Impasse Louis-Mazerat
- Rue Louis-Merley
- Boulevard Louis-Neltner
- Rue Louis-Pergaud
- Rue Louis-Soulié
- Allée de la Louve
- Place Lucien-Neuwirth
- Rue de Lyon
- Rue de la Lyre

### M
- Allée des Machicoulis
- Rue de Madagascar
- Allée du Magnolia
- Place de la Mairie
- Impasse des Maisons-Rouges
- Rue Maisons-Rouges
- Rue de Malacussy
- Rue Malescourt
- Place Manuel-Balboa
- Rue des Marandes
- Allée de Marandon
- Chemin de Marandon
- Rue Marc-Bloch
- Rue Marc-Charras
- Impasse Marcel-Berne
- Rue Marcel-Feguide
- Allée Marcel-Gonin
- Allée Marcel-Paul
- Rue Marcel-Sembat
- Rue Marcel-Thibaud
- Rue Marcellin-Allard
- Rue Marcellin-Champagnat
- Place Maréchal-Foch
- Boulevard Maréchal-Franchet-d'Espèrey
- Boulevard Maréchal-de-Lattre-de-Tassigny
- Rue Marengo
- Rue Marguerite-Gonon
- Rue Marie-Marvingt
- Rue Mario-Meunier
- Rue Marius-Patinaud
- Rue de la Marne
- Rue des Marronniers
- Allée Marsaults
- Rue Martin-d'Aurec
- Boulevard Martin-Bernard
- Rue Martin-Luther-King
- Rue des Martyrs-de-Vingré
- Route du Mas
- Rue de la Massardière
- Place Massenet
- Rue Mathieu-de-la-Drôme
- Allée Mathieu-Murgue
- Allée Mathieu-Proriol
- Rue Maurice-Audin
- Montée Maurice-Picq
- Rue Maurice-Prandière
- Rue Maurice-de-Vlaminck
- Place Maxime-Gorki
- Impasse Maya
- Rue Mehul
- Rue de Méons
- Rue Mercière
- Allée des Merisiers
- Allée des Mésanges
- Rue de la Metare
- Rue Mi-Carême
- Rue Michel-Laval
- Rue Michel-Laval-Prolongée
- Rue Michel-Rondet
- Rue Michel-Servet
- Rue Michelet
- Rue du Midi
- Allée de la Mignarde
- Allée du Millepertuis
- Allée de la Minéralogie
- Boulevard des Mineurs
- Rue des Mineurs-de-la-Chana
- Chemin des Moineaux
- Rue Moisson-Desroches
- Rue Molière
- Rue de Molina
- Rue de Momey
- Rue Monseigneur-Romero
- Rue du Mont
- Rue du Mont-Mouchet
- Rue du Mont-d'Or
- Rue Montagny
- Rue Montaigne
- Rue de la Montat
- Rue de Montaud
- Impasse du Monteil
- Rue de Monteil
- Impasse Montesquieu
- Rue Montesquieu
- Impasse Montferré
- Rue Montferré
- Rue de Monthieu
- Rue Montmartre
- Esplanade Montplaisir
- Chemin de Montsalson
- Rue Montyon
- Rue Mougin-Cognet
- Rue du Moulin-Perrault
- Rue des Mouliniers
- Rue du Moutier
- Allée du Muguet
- Rue de la Mulatière
- Allée des Muriers
- Allée des Muses
- Rue des Mutilés-du-Travail
- Allée des Myosotis

### N
- Allée des Narcisses
- Rue de Narvick
- Rue de Narvik
- Rue Necker
- Place Neuve
- Impasse Newton
- Rue Neyron
- Rue Nicéphore-Niepce
- Rue Nicolas-Chaize
- Rue Nicolas-Mignard
- Rue Noël-Blacet
- Passage Noël-Mazet
- Rue Noël-Mazet
- Chemin de la Noirie
- Allée des Noisetiers
- Boulevard Normandie-Niemen
- Rue Notre-Dame
- Allée des Noyers

### O
- Rue Octave-Feuillet
- Chemin de l'Octroi
- Allée des Œillets
- Chemin des Oiseaux
- Rue des Oiseaux
- Impasse Olivier-de-Serres
- Rue Olivier-de-Serres
- Impasse Ombremont
- Rue de l'Ondaine
- Rue du Onze-Novembre
- Place des Orgues
- Rue des Ormes
- Rue de l'Orphelinat
- Allée de l'Osmonde
- Rue d'Outre-Furan
- Rue Ovide-Brugniaut
- Allée des Ovides
- Rue des Ovides

### P
- Rue Pablo-Neruda
- Rue Pablo-Picasso
- Rue Paganini
- Rue Paillard
- Rue Paillon
- Impasse de la Paix
- Place du Palais-de-Justice
- Rue Palerne
- Boulevard de la Palle
- Impasse de la Palle
- Rue Palluat-de-Besset
- Allée des Paquerettes
- Rue du Parc
- Rue de la Pareille
- Rue Parmentier
- Rue Pascal-Tavernier
- Rue des Passementiers
- Rue Passerat
- Boulevard Pasteur
- Impasse de Patroa
- Rue de Patroa
- Rue Paul-Appel
- Rue Paul-Bert
- Rue Paul-Cotte
- Rue Paul-Dukas
- Rue Paul-Gauguin
- Esplanade Paul-et-Guy-Vantajol
- Rue Paul-Langevin
- Place Paul-Louis-Courier
- Place Paul-Painlevé
- Rue Paul-Petit
- Rue Paul-et-Pierre-Guichard
- Rue Paul-Ronin
- Rue Paul-Signac
- Rue Paul-Valéry
- Allée Paul-Verlaine
- Passage Paul-Vineis
- Rue Paul-de-Vivie
- Rue du Pavillon-Chinois
- Rue Pélissier
- Impasse Penel
- Rue Penel
- Allée des Pensées
- Allée du Père-Chossonnerie
- Rue du Père-de-Thoisy
- Chemin Père-Volpette
- Rue du Père-Volpette
- Place des Pères
- Rue des Pères
- Chemin de la Peretière
- Rue Perret
- Rue de la Perrotière
- Allée du Petit-Bois
- Rue des Petites-Sœurs-des-Pauvres
- Rue Pétrus-Maussier
- Place du Peuple
- Rue des Peupliers
- Rue Peyret-Lallier
- Rue Philippe-Blanc
- Boulevard Philippe-Raoul-Duval
- Rue Philippon
- Allée du Pic
- Boulevard Pierre-Antoine-et-Jean-Michel-Dalgabio
- Rue Pierre-Barralon
- Rue Pierre-Bérard
- Rue Pierre-Blachon
- Rue Pierre-Brossolette
- Allée Pierre-Chevenard
- Rue Pierre-Copel
- Rue Pierre-Corneille
- Rue Pierre-de-Coubertin
- Rue Pierre-Courant
- Rue Pierre-et-Dominique-Ponchardier
- Impasse Pierre-Drevet
- Rue Pierre-Dupont
- Parvis Pierre-Laroque
- Rue Pierre-et-Léon-Gadoud
- Rue Pierre-Loti
- Cours Pierre-Lucien-Buisson
- Rue Pierre-Madignier
- Rue Pierre-et-Marie-Curie
- Rue Pierre-Méchain
- Boulevard Pierre-Mendes-France
- Rue Pierre-Morcillo
- Rue Pierre-Semard
- Rue Pierre-Termier
- Avenue du Pilat
- Place du Pilat
- Chemin de la Pinède
- Allée des Pins
- Rue de la Plage
- Rue de la Plagne
- Rue de Plaisance
- Rue Plantevin
- Allée des Platanes
- Rue du Plateau-des-Glières
- Impasse Plein-Sud
- Rue Pointe-Cadet
- Allée des Points-d'Eau
- Rue Polignais
- Allée du Ponant
- Impasse du Pont-de-l'Ane
- Allée Pont-Bayard
- Allée du Porion
- Rue du Port
- Rue du Portail-Rouge
- Rue des Potagers
- Allée du Pouillet
- Chemin de Poyeton
- Allée du Practice
- Rue Praire
- Allée de la Prairie
- Passage du Pré-des-Sœurs
- Montée des Prés-Fleuris
- Avenue du Président-Émile-Loubet
- Rue Président-Masaryk
- Rue Président-René-Coty
- Rue du Président-Wilson
- Rue de la Presse
- Impasse Preynat
- Rue Preynat
- Rue du Prieuré
- Allée des Primevères
- Allée du Printemps
- Rue de la Productique
- Rue Professeur-Benoît-Lauras
- Impasse du Progrès
- Rue Proudhon
- Rue de la Providence
- Allée des Prunus
- Rue du Puits-Bailly
- Rue du Puits-Camille
- Rue du Puits-Chatelus
- Rue du Puits-de-la-Garenne
- Chemin du Puits-Guérin
- Rue du Puits-Lachaud
- Rue du Puits-de-la-Loire
- Rue du Puits-Pinel
- Rue du Puits-Rochefort
- Rue du Puits-Rozan
- Rue du Puits-Thibaud
- Rue Puvis-de-Chavanne

### Q
- Montée du Quart
- Rue du Quartier-Gaillard
- Rue du Quatorze-Juillet
- Rue des Quatre-Saisons
- Rue du 4-Septembre
- Allée des Quatre-Vents
- Chemin des Quatre-Vents
- Chemin de Quéret
- Place de Quéret

### R
- Rue Rabelais
- Allée Rachel
- Rue Raisin
- Rue Raoul-Follereau
- Place Raspail
- Rue Raymond-Sommet
- Allée de la Recherche
- Allée des Récoltes
- Allée du Relais
- Rue Rembrandt
- Allée des Remparts
- Rue Rémy-Doutre
- Rue René-Cassin
- Rue René-Goblet
- Rue René-Lesage
- Rue René-Viviani
- Rue du Repos
- Place de la République
- Rue de la République
- Montée du Réservoir
- Rue de la Résistance
- Rue du Révérend-Père-Henri-Avril
- Rue Richard
- Allée Richard-Wagner
- Rue Richard-Wagner
- Rue de la Richelandière
- Chemin du Rivau
- Place de la Rivière
- Place Roannelle
- Rue Robert
- Rue Robert-Cancet
- Rue Robert-Kahn
- Boulevard Robert-Maurice
- Rue Robert-Schuman
- Rue Robespierre
- Impasse Robinson
- Rue de Robinson
- Rue de la Robotique
- Allée de la Roche
- Allée de la Roche-Boutellière
- Rue de la Roche-Corbière
- Impasse de la Roche-du-Geai
- Rue de la Roche-du-Geai
- Rue du Rocher
- Allée des Roches-Noires
- Avenue de Rochetaillée
- Rue des Rochettes
- Rue Roger-Rivière
- Rue Roger-Salengro
- Rue Rolland
- Allée du Rond-Point
- Chemin de Ronde
- Rue Ronsard
- Allée du Rosay
- Impasse des Roses
- Allée du Rossignol
- Rue de Roubaix
- Rue des Rouges-Gorges
- Rue Rouget-de-Lisle
- Rue Royet
- Rue du Rozier
- Route du Ruisseau

### S
- Rue de la Sablière
- Place Sadi-Carnot
- Chemin de la Sagne-Rouge
- Route des Sagnes
- Passage Saint-Barthélémy
- Rue Saint-Barthélémy
- Rue Saint-Ennemond
- Rue Saint-Exupéry
- Rue Saint-François
- Impasse Saint-Jean
- Rue Saint-Jean
- Rue Saint-Joseph
- Route de Saint-Just
- Rue Saint-Just
- Rue Saint-Marc
- Rue Saint-Pierre
- Place Saint-Roch
- Rue Saint-Simon
- Route de Saint-Victor
- Rue Saint-Vincent-de-Paul
- Place Sainte-Barbe
- Passage Sainte-Catherine
- Rue Sainte-Catherine
- Rue de la Sainte-Chapelle
- Allée Sainte-Marguerite
- Rue Sainte-Marie
- Boulevard Salvador-Allende
- Rue Salvador-Dali
- Route de Salvaris
- Rue des Sapins
- Rue des Saules
- Rue Scheurer-Kestner
- Rue Seguin
- Allée des Semailles
- Rue du Sergent-René-Marie-Rivière
- Rue du Serment-du-Jeu-de-Paume
- Allée du Serpolet
- Chemin des Serves
- Rue Séverine
- Allée Shakespeare
- Rue de Solaure
- Rue du Soleil
- Impasse Soleilhac
- Rue Soleysel
- Rue de Sorbiers
- Allée de la Source
- Allée des Sources
- Rue du Sous-Lieutenant-Joseph-Vergnette
- Rue Sovignet
- Rue de Sully

### T
- Chemin de la Taillée
- Allée des Taillis
- Rue de la Talaudière
- Allée des Tamaris
- Rue de Tardy
- Rue Tarentaize
- Allée Technopôle
- Rue des Teinturiers
- Rue de la Télématique
- Square du Temps-Passé
- Allée des Tennis
- Route de la Terrasse-aux-Étangs
- Rue de Terrenoire
- Rue du Terril
- Rue Testenoire-Lafayette
- Rue Teyssot
- Rue du Théâtre
- Rue Théo-Delsart
- Rue Théodore-de-Banville
- Rue Théophile-Roussel
- Rue Théophraste-Renaudot
- Rue Thibaudier
- Boulevard Thiers
- Rue Thimonnier
- Rue Thiollière
- Rue Thiollière-Matrat
- Rue Thomas-Edison
- Rue Tiblier-Verne
- Rue des Tilleuls
- Rue Tivet
- Rue Toulouse-Lautrec
- Allée de la Tour
- Rue de la Tour
- Rue de la Tour-de-Varan
- Rue de la Tourelle
- Chemin des Tourettes
- Rue des Touristes
- Rue Tournefort
- Rue Traversière
- Rue Tréfilerie
- Route de Trémas
- Boulevard du 38e-Régiment-d'Infanterie
- Rue de Treyve
- Impasse des Treyves-de-Janon
- Rue des Treyves-de-Janon
- Allée des Troènes
- Allée des Trois-Chênes
- Rue des Trois-Glorieuses
- Rue des Trois-Jaley
- Rue des Trois-Meules
- Impasse des Troubadours
- Rue Trousseau
- Rue des Tulipes
- Allée du Tyrol

### U
- Rue de l'Université
- Montée Urbain-Thévenon
- Place des Ursules

### V
- Impasse Vacher
- Rue Vacher
- Rue Vaillant-Couturier
- Place Valbenoite
- Boulevard Valbenoîte
- Rue Valentin-Haüy
- Rue Valette
- Rue du Valfuret
- Impasse de la Vallée
- Route de la Vallée
- Impasse du Vallon
- Rue du Vallon
- Rue de la Valse
- Rue de la Vapeur
- Rue Vaucanson
- Rue Vercingétorix
- Rue du Vercors
- Avenue de Verdun
- Allée du Verger
- Rue du Vernay
- Chemin du Vernet
- Rue de la Verrerie
- Rue des Verriers
- Rue de la Veüe
- Rue Vial
- Chemin de la Vialle
- Allée Victor-Basch
- Rue Victor-Duchamp
- Rue Victor-Gomy
- Rue Victor-Grignard
- Cours Victor-Hugo
- Chemin Victor-Jourjon
- Rue Victorin-Delauzun
- Rue de la Vierge
- Montée du Vieux-Bourg
- Impasse du Vieux-Montaud
- Rue de la Vignasse
- Rue de la Vigne
- Rue de Villars
- Impasse des Villas
- Rue de Villas
- Rue des Villas
- Rue de la Ville
- Place Villebœuf
- Chemin des Villes
- Rue du Vingt-Neuf-Brumaire
- Chemin de la Violette
- Rue Violette
- Chemin de la Vionne
- Rue de la Vionne
- Rue Virgile
- Rue Virginia-Woolf
- Rue de la Visitation
- Allée Vital-Descos
- Allée de la Vivaraize
- Impasse de la Vivaraize
- Rue de la Vivaraize
- Rue Voltaire
- Montée de Vourlat

### W
- Place Waldeck-Rousseau
- Rue Watteau
- Rue de Wuppertal

### X
- Rue Xavier-Privas